# Grandeyrolles
Grandeyrolles település Franciaországban, Puy-de-Dôme megyében. Lakosainak száma 53 fő (2022. január 1.). Grandeyrolles Montaigut-le-Blanc, Saint-Nectaire, Verrières és Saint-Diéry községekkel határos.

## Népesség
A település népességének változása:
| Lakosok száma | 58   | 54   | 53   | 53   | 53   | 53   | 53   | 53   |
|               | 2013 | 2015 | 2017 | 2018 | 2019 | 2020 | 2021 | 2022 |